# Pirondello
Ricardo Salvador Garrigues (Bunyol, 9 d'octubre de 1943 - València, 15 d'agost de 2019), conegut amb el pseudònim artístic de Pirondello, fou un actor transformista de varietats. Dels 14 als 33 anys va treballar de carnisser. Després d'un curta estada a Madrid, va aterrar a Barcelona. També ha actuat en altres gèneres teatrals. Era un artista assidu del cabaret Barcelona de noche del carrer de les Tàpies de Barcelona, amb el qual va rebre el Premi Sebastià Gasch el 1983.

## Trajectòria professional
- 1984. Los contamos las cincuenta. Espectacle de Barcelona de Noche.
- 1989. Puta misèria, pel·lícula.[2]
- 1992. Braguetes. Espectacle dedicat al transformisme, dirigit per Àngel Alonso. Estrenat al teatre Villarroel de Barcelona.[3]
- 1993. Rubias y morenas. Estrenada a El Molino de Barcelona.
- 1995. Tres Adanes para Eva, amb Eva Sorel i Magoo. Representada a la Sala Metro de Barcelona.
- 1995 Makinavaja, sèrie de televisió.[2]
- 1997. La tempestad, original de William Shakespeare. direcció de Calixto Bieito. Estrenada al teatre Grec de Barcelona.[3]
- 2002. 3 mujeres sin.com amb Malena Gracia, Lita Claver (La Maña) i Chiqui Martí. Estrenada al teatre Teatre Goya (Barcelona).[3]
- 2004. El pes de la palla, a partir de la novel·la homònima de Terenci Moix. Amb dramatúrgia de Lluïsa Cunillé i direcció de Xavier Albertí. Estrenada al teatre Romea de Barcelona.[3]